# NGC 214
NGC 214 ist eine Balken-Spiralgalaxie vom Hubble-Typ SBc mit aktivem Galaxienkern im Sternbild Andromeda am Nordsternhimmel. Sie ist schätzungsweise 209 Millionen Lichtjahre von der Milchstraße entfernt und hat einen Durchmesser von etwa 115.000 Lichtjahren. 
Die Supernovae SN 2005db (Typ-IIN) und SN 2006ep (Typ Ib) wurden hier beobachtet.
Das Objekt wurde am 10. September 1784 von dem deutsch-britischen Astronomen Wilhelm Herschel entdeckt.